# Ledis Balceiro
Ledis Balceiro (Matanzas, 18 aprile 1975) è un canoista cubano.
Ha vinto due medaglie d'argento in due diverse edizioni delle Olimpiadi: a Sydey 2000 nel C1 1000m e ad Atene 2004 nel C2 500m, in coppia con Ibrahim Rojas.

## Palmarès
- Olimpiadi
  - Sydney 2000: argento nel C1 1000m.
  - Atene 2004: argento nel C2 500m.

- Mondiali
  - 2001 - Poznań: oro nel C2 500m e bronzo nel C2 200m e C2 1000m.
  - 2002 - Siviglia: oro nel C2 200m e C2 500m e argento nel C2 1000m.
  - 2003 - Gainesville: bronzo nel C2 500m.